# Нафтогазова промисловість

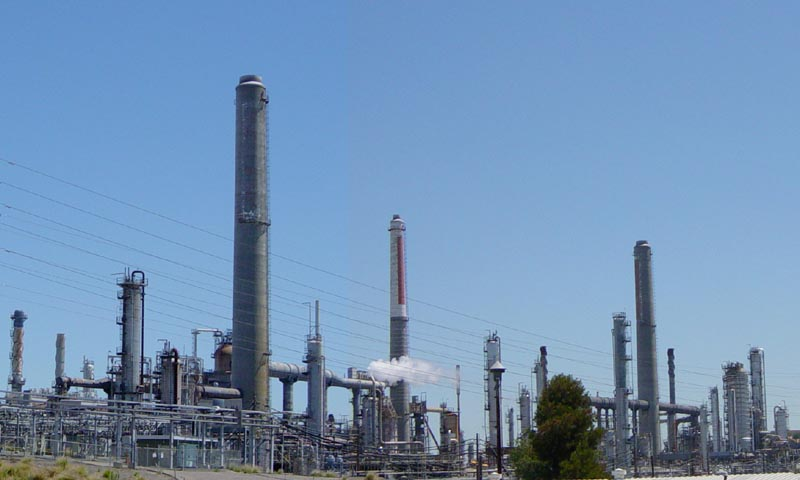
Рис. 1. Нафтопереробний завод Shell в Мартінес

Нафтогаз́ова промисло́вість (га́лузь) (англ. oil & gas industry; нім. Erdöl- und Erdgasindustriezweig m) — галузь економіки, яка разом з іншими галузями забезпечує пошук, розвідку та розробку родовищ нафти і газу, транспортування, переробку, зберігання і реалізацію нафти, газу та продуктів їх переробки.

## Загальний опис
Нафтова й газова промисловість відіграли важливу роль у становленні індустріальної епохи, забезпечивши саму можливість виникнення «віку моторів» (гас, бензин, солярка, мастила). Сьогодні нафтопродукти залишаються майже безальтернативним пальним для автомобільного, повітряного та водного транспорту. Вони значною мірою зумовлюють сучасну «палітру» світу техніки й енергетичних можливостей людства. У другій половині XX ст. питома вага нафти й газу у паливно-енергетичному балансі світу перевищила 50 % (генерація електроенергії, опалювання помешкань, промислове й побутове використання); хімічна промисловість також значною мірою спиралась на цю сировину. Зрозуміло, чому багаті нафтові й газові родовища, а також шляхи транспортування цих вуглеводнів стали «яблуком розбрату» у світі капіталу, латентною причиною для політичних демаршів і міжнародних збройних конфліктів. Ці тенденції будуть ще більш помітно окреслюватися з огляду на обмеженість нафтогазових ресурсів.
За прогнозами Римського клубу, що враховують можливі відкриття нових родовищ, основні запаси будуть вичерпані протягом півсторіччя. 2008–2010 рр. за даними Health And Energy Company стали роками найбільшого в історії людства видобутку вуглеводнів планети — на рівні 30 більйонів барелів на рік.
До 2050 р. поступове вичерпання природних вуглеводнів планети зумовить зменшення цієї цифри до 12–13 більйонів барелів. Є й більш оптимістичні прогнози вичерпання людством планетарних запасів нафти і газу, але всі вони віщують не більше 100 років. Разом із тим суттєво зросте частка зрідженого природного газу, а перспективи пов'язуються з видобуванням газово-метанових кристалогідратів, зокрема, з дна морів та океанів.
Найбільше нафтогазове родовище в історії було знайдене у 2018 році у США на кордоні штатів Техас і Нью-Мексико. Обсяги доступних ресурсів оцінюються в 46,3 млрд барелів нафти, 281 трлн куб. футів природного газу і 20 млрд барелів газового концентрату вартістю трильйони доларів.

## Вплив на довкілля

Рис. 2. Викиди парникових газів по джерелах енергії.

Нафтогазова галузь суттєво впливає на забруднення навколишнього середовища (Рис.2)
Джерела забруднення довкілля:
1) Викиди шкідливих газів та часток
2) Забруднення водних ресурсів через стічні води
3) Нафтові витоки та аварій
Приклади аварій з витоком флюїдів:
1) Аварія на НПЗ в Техасі (2019, США)
2) Аварія на НПЗ в Ріо-де-Жанейро (2000, Бразилія)
3) Забруднення Червоного моря (2012, Єгипет)
4) Затримка сировини в системі каналізації (США)
5) Аварія на НПЗ Exxon Valdez (США, 1989)
6) Нафтовий витік Deepwater Horizon (США, 2010)
7) Нафтовий витік у Ріцці (Італія, 1991)
8) Нафтовий витік в Еквадорі (2000)